# San Pedro Pinula
San Pedro Pinula – miasto w południowo-wschodniej Gwatemali, w departamencie Jalapa, około 20 km na wschód od stolicy departamentu, miasta Jalapa, oraz około 70 km od granicy z Hondurasem. Miasto leży w kotlinie, na wysokości 1044 m n.p.m., w górach Sierra Madre de Chiapas. Według danych szacunkowych w 2012 roku liczba ludności miasta wyniosła 3768 mieszkańców.

## Gmina San Pedro Pinula
Jest siedzibą władz gminy o tej samej nazwie, która w 2012 roku liczyła 60 133 mieszkańców, co czyni ją drugą, po stołecznej naliczniej zamieszkałą gminą w departamencie. Gmina jak na warunki Gwatemali jest średniej wielkości, a jej powierzchnia obejmuje 376 km². Teren gminy jest pofałdowany a szczyty sięgają na ogół 1800 m n.p.m.